# کیت مونت
کیت مونت (دانمارکی: Kate Mundt؛ ‏۹ ژانویهٔ ۱۹۳۰ – ۵ مهٔ ۲۰۰۴) بازیگر اهل دانمارک بود.
از فیلم‌هایی که وی در آن‌ها نقش داشته‌است، می‌توان به مأمور ۶۹ ینسن در برج قوس، مأمور ۶۹ ینسن در برج عقرب، ژوستین و ژولیت، در برج اسد و در برج ثور اشاره نمود.